# Demografía de Brunéi
En 2002 Brunéi tenía una población de 308.000 habitantes. Este país duplicó su población a mediados del siglo XX. Más del 50% de la población pertenece al grupo malayo, de religión musulmana y existe una minoría (alrededor del 20%) de origen chino.

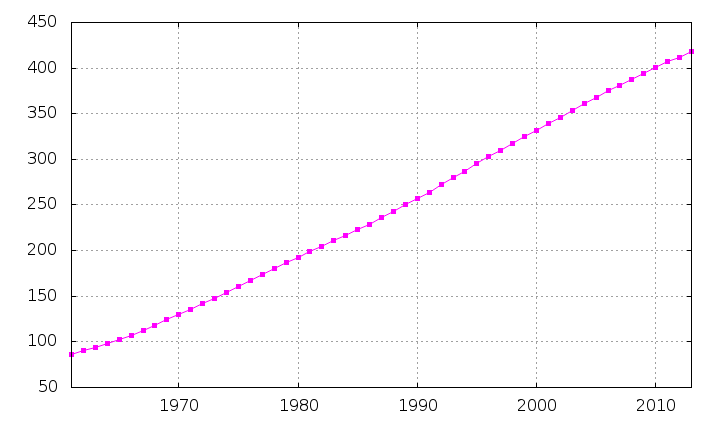
Demografía de Brunéi, Data of FAO, año 2005; Número de habitantes en miles.

## Información demográfica de la CIA World Factbook

### Población
372,361 (estimación para julio de 2005)

### Estructura etaria
0-14 años: 28,6% (hombres 54.342/mujeres 52.084)
15-64 años: 68,4% (hombres 134.908/mujeres 119.814)
65 años y más: 3% (hombres 5.301/mujeres 5.912) (2005 est.)

### Edad promedio
Total: 27,04 años
hombres: 27,63 años
mujeres: 26,4 años (2005 est.)

### Tasa de crecimiento poblacional
1,9% (2005 est.)

### Tasa de natalidad
19,01 nacimientos/1.000 habitantes (2005 est.)

### Tasa de mortalidad
3,42 muertes/1.000 habitantes (2005 est.)

### Tasa neta de migración
3,45 migrantes/1.000 habitantes (2005 est.)

### Distribución por sexo
Al nacer: 1,06 hombres/mujeres
Menores de 15 años: 1,04 hombres/mujeres
15-64 años: 1,13 hombres/mujeres
65 años y más: 0,9 hombres/mujeres
Total de la población: 1,09 hombres/mujeres (2005 est.)

### Tasa de mortalidad infantil
Total: 12,61 muertes/1.000 nacimientos vivos
hombres: 15,93 muertes/1.000 nacimientos vivos
mujeres: 9,1 muertes/1.000 nacimientos vivos (2005 est.)

### Expectativa de vida al nacer
Total de la población: 74,8 años
hombres: 72,36 años
mujeres: 77,36 años (2005 est.)

### Tasa de fertilidad
2,3 niños nacidos/mujer (2005 est.)

### HIV/SIDA
Tasa de prevalencia en adultos: menos del 0,1% (2003 est.)
Personas viviendo con HIV/AIDS: menos de 200 (2003 est.)
Muertes: menos de 200 (2003 est.)

### Grupos étnicos
Malayos 67%, Chinos 15%, Aborígenes 6%, otros 12%

### Religiones
Musulmanes (religión oficial) 67%, Budistas 13%, Cristianos 10%, creencias aborígenes y otras 10%

### Idiomas
Malayo (idioma oficial), inglés, chino

### Alfabetismo
Definición: personas de 15 años y más que pueden leer y escribir
Total de la población: 93,9%
hombres: 96,3%
mujeres: 91,4% (2002)
- Datos: Q2421234
- Multimedia: Demographics of Brunei / Q2421234